# Пролетарка (Туринський міський округ)
Пролета́рка (рос. Пролетарка) — селище у складі Туринського міського округу Свердловської області.
Населення — 130 осіб (2010, 137 у 2002).
Національний склад населення станом на 2002 рік: росіяни — 98 %.